# Zeynifelek Hanim
Zeynifelek Hanim (turco ottomano: زین فلك خانم, lett. "ornamento del cielo"; Abcasia, 1824 – Istanbul, 20 dicembre 1842), anche nota come Zeynimelek Hanim (lett. "angelo ornato") o Zerrinmelek Hanim (lett. "angelo d'oro"), è stata una principessa abcasa e una consorte del sultano ottomano Abdülmecid I.

## Biografia

### Origini
Zeynifelek nacque in Abcasia nel 1824. Era un membro della famiglia principesca dei Klıç.  
A cinque anni fu mandata a Istanbul, alla corte ottomana, insieme alla sorella e alle cugine. Bezmiâlem Sultan, madre e Valide Sultan del sultano Abdülmecid I, la presentò al figlio nel 1840.  
Zeynifelek era nota per la sua bellezza, le sue abilità di pittrice e il suo carattere intrattabile, geloso e irritabile. 

### Consorte imperiale
Nel 1840 Abdülmecid, affascinato dalla sua bellezza, le chiese di fargli un ritratto e poi la chiese come consorte.  
Le venne dato il rango di "Seconda Ikbal".  
Diede al sultano una figlia, nata nel 1841. 

### Morte
Zeynifelek morì il 20 dicembre 1842, di tubercolosi. Venne sepolta nel mausoleo Nakşidil Sultan. 

## Discendenza
Da Abdülmecid I, Zeynifelek ebbe una figlia:
- Behiye Sultan (22 febbraio 1841 - 3 giugno 1847). Chiamata anche Behi Sultan. Nata a palazzo Beşiktaş, venne sepolta nella Yeni Cami.

## Cultura popolare
- Zeynifelek è un personaggio del  romanzo storico del 2009 di Hıfzı Topuz, Abdülmecit: İmparatorluk Çökerken Sarayda 22 Yıl: Roman.